# Ботінешть
Ботінешть, Ботінешті (рум. Botinești) — село у повіті Тіміш в Румунії. Входить до складу комуни Бирна.
Село розташоване на відстані 346 км на північний захід від Бухареста, 67 км на схід від Тімішоари.

## Населення
За даними перепису населення 2002 року у селі проживали 214 осіб.
Національний склад населення села:
| Національність | Кількість осіб | Відсоток |
| -------------- | -------------- | -------- |
| румуни         | 176            | 82,2%    |
| українці       | 38             | 17,8%    |

Рідною мовою назвали:
| Мова       | Кількість осіб | Відсоток |
| ---------- | -------------- | -------- |
| румунська  | 178            | 83,2%    |
| українська | 36             | 16,8%    |